# Moteur IOE
Pour les articles homonymes, voir IOE.

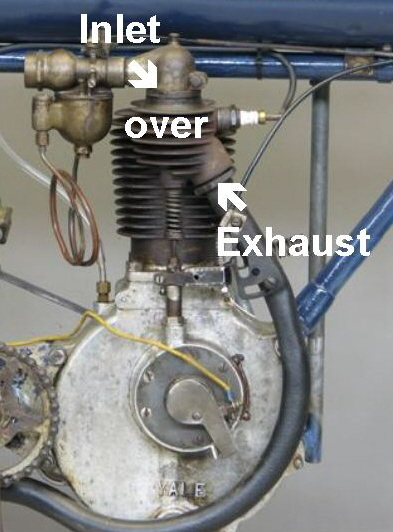
Moteur Yale IOE de 1911

Le moteur IOE (Intake/Inlet Over Exhaust), soit admission au-dessus de l'échappement et connu aux États-Unis sous le nom de F-head, est un moteur à explosion quatre temps dont le dispositif de commande des soupapes comprend des soupapes d'admission OHV à l'intérieur de la tête de cylindre alors que celles d'échappement sont latérales et à l'intérieur du bloc moteur.
Cette technologie fut largement utilisés aux débuts de la moto, d'abord avec la soupape d'admission actionnée par l'aspiration du moteur avant l'avènement de dispositif de commande des soupapes par came. Quand le système d'aspiration naturelle des soupapes toucha ses limites avec des régimes moteurs augmentés, les fabricants modifièrent le design par l'ajout d'un dispositif mécanique de commande des soupapes d'admission. Quelques constructeurs automobiles, y compris Willys, Rolls-Royce et Humber ont également utilisé le système IOE pour des moteurs d'automobiles et de véhicules militaires. Rover fabriqua des moteurs en ligne de quatre et six cylindres particulièrement efficaces pour ce type de système.
Quelques modèles avec un système inversé, Exhaust Over Inlet (EOI) soit l'échappement au-dessus de l'admission ont été fabriqués ,.

## Description
Dans un moteur F-head/IOE, le collecteur d'admission et les soupapes d'admission sont installées au-dessus des cylindres dans la tête de cylindre. Les soupapes sont actionnés par des culbuteurs qui inversent le mouvement des tiges, de sorte que les soupapes d'admission s'ouvrent vers le bas dans la chambre de combustion. Le collecteur d'échappement et ses soupapes sont situés à côté ou font partie des cylindres dans le bloc. Les soupapes d'échappement sont pratiquement ou exactement parallèles aux pistons ; leur face est dirigée vers le haut. Elles ne sont pas actionnés par des poussoirs séparés mais par contact avec un arbre à cames à travers le poussoir ou bien le poussoir de soupape et une tige de soupape/poussoir intégrée. Dans cette configuration les soupapes étaient décalées d'un côté, formant ce qui ressemblait à une poche, d'où le terme « pocket valve » utilisé pour les moteurs IOE. Ce moteur combine les caractéristiques des moteurs à soupape en tête et des moteurs à soupapes latérales, la soupape d'admission fonctionne via un poussoir et un bras oscillant et s'ouvre vers le bas comme un moteur à soupapes en tête. La soupape d'échappement est elle décalée par rapport au cylindre et s'ouvre vers le haut par l'intermédiaire d'une tige de poussoir/soupape intégrée directement actionnée par l'arbre à cames, un peu comme les soupapes dans un moteur à soupapes latérales.

## Origines
Les premières configurations IOE utilisaient des soupapes d’admission atmosphériques maintenues fermées par un ressort faible et ouvertes par le différentiel de pression créé pendant la descente du piston lors du cycle d’admission . Cela fonctionnait bien avec les premiers moteurs à basse vitesse et présentait l'avantage d'être très simple et bon marché. Cependant un ressort faible n'était pas en mesure de fermer la soupape assez rapidement avec le nombre de tours par minute des moteurs qui augmentaient. Cela nécessitait donc des ressorts plus puissants et une action mécanique pour l'ouvrir. En effet la pression atmosphérique de 15 psi limite la force totale disponible pouvant générer un différentiel de pression, ce qui signifie qu'un ressort de 15 livres est le plus puissant qui puisse être utilisé (en fait, pour des raisons pratiques, il devrait être encore plus léger). Lorsque les limites de ce système furent atteintes la conception fut améliorée, sans modification substantielle dans la conception de la culasse, en ajoutant un système mécanique pour ouvrir les soupapes d’entrée et des ressorts plus puissants pour les fermer . Dans les deux cas, les soupapes d'échappement étaient dans le bloc et s'ouvraient par contact avec un arbre à cames à travers un poussoir, ou un poussoir de soupape, et fermées par des ressorts.

## Avantages et inconvénients du système
La conception du moteur IOE permet l'utilisation de soupapes plus grandes qu'un moteur à soupapes latérales (ou L-head) ou des moteurs à soupapes en tête (Flathead) . Ses avantages sur les L-head/Flathead comprennent également une chambre de combustion compacte; une bougie d'allumage bien située; un effet de refroidissement du tourbillon de mélange , avec un meilleur débit du mélange d'admission . Les inconvénients comprennent une chambre de combustion de forme plus complexe que celle d'un moteur à soupapes en tête, ce qui affecte le taux de combustion et peut créer des points chauds dans la tête du piston; un emplacement inférieur des soupapes, ce qui nuit à l'efficacité du remplissage. En raison des complications supplémentaires des culbuteurs et des poussoirs, il est également plus complexe et plus cher à fabriquer qu'un moteur à soupapes latérales. En plus d'être physiquement plus gros du fait des culbuteurs placés sur la culasse, il nécessite une soupape d'admission et des orifices dans la culasse, alors que le cylindre d'un moteur à soupape latérale est simplement un cylindre à extrémité fermée.

## Moteur Rover IOE

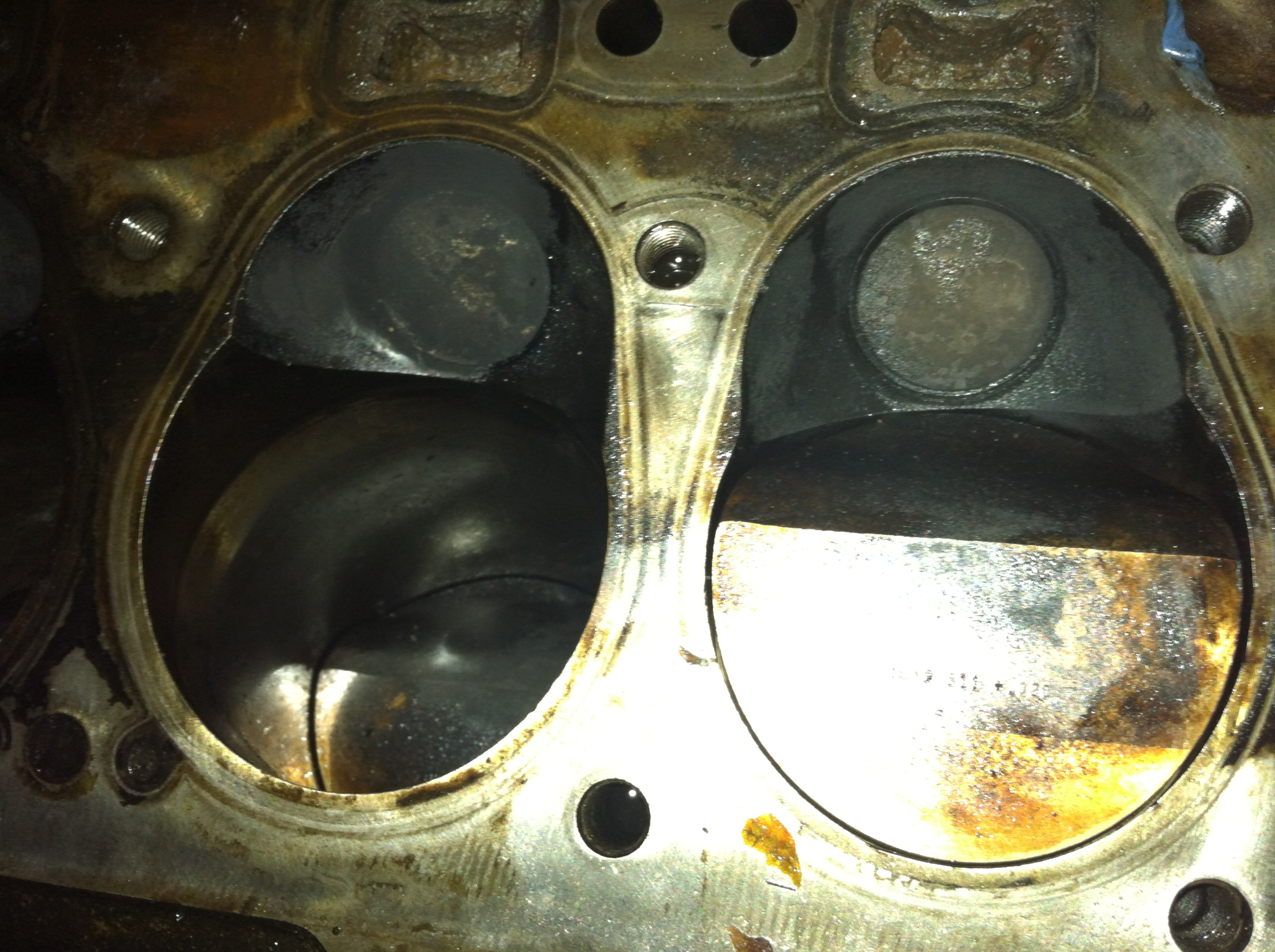
Gros plan de deux cylindres du moteur 3 litres Rover IOE. On peut voir la chambre de combustion, le sommet du piston incliné et la soupape d'échappement.

Rover utilisa une forme plus avancée de moteur IOE. Il fut conçu par Jack Swain au milieu de la fin des années 1940 et fut produit de 1948 au début des années 1990 . Contrairement au F-head IOE conventionnel, il disposait d'une chambre de combustion efficace conçue pour une bonne combustion, plutôt qu'une fabrication simplifié . La surface supérieure du bloc était usinée selon un certain angle, les têtes de piston étant inclinées avec la pente correspondante. Au PMH, le piston touchait presque la soupape d’admission coudée et fournissait un bon remplissage dans la chambre de combustion, elle-même décalée sur le côté d’un demi-diamètre de cylindre . La forme de la chambre de combustion résultante était presque idéalement hémisphérique, bien que renversé et incliné par rapport à la conception "hémisphérique" habituelle . La bougie d'allumage placée en position centrale  et la turbulence générée par le jet  permettait un front de flamme court . La faible épaisseur de la couche de gaz entre le piston et la soupape d'admission était si confiné qu'elle permettait de réduire le risque de détonation du carburant pauvre, un facteur qui demeura en service longtemps avec Land Rover. À la fin des années 1940 et au début des années 1950, lorsque le seul carburant disponible au Royaume-Uni était à indice d'octane bas, cela permit également à Rover de générer des taux de compression supérieurs à ceux de nombreux concurrents dotés de modèles communs à soupapes latérales ou à soupapes en tête .
La disposition inhabituelle de la chambre de combustion avec ses soupapes coudées a également conduit à un train de soupapes inhabituel. L'arbre à cames monté sur bloc actionne de petites bascules en forme de coin, une pour chaque soupape. Dans les premiers modèles, l'arbre à cames agit via un simple patin sur la bascule, mais pour les modèles ultérieurs, ce patin a été remplacé par un suiveur à rouleau. Les culbuteurs d'échappement agissent directement sur les soupapes, tandis que les culbuteurs d'entrée agissent sur les tiges de poussée allant jusqu'à un deuxième jeu de culbuteurs plats plus longs actionnant les soupapes d'admission. Le moteur Rover, à l'instar de nombreux modèles britanniques des années 1940 et antérieures, était un moteur de petite taille et à course longue permettant de maintenir la taxe sur puissance nominale RAC aussi basse que possible tout comme la taxe de circulation. La configuration IOE permis à Rover d’utiliser des soupapes plus grandes que celles normalement possibles dans un moteur de petite cylindrée, ce qui permettait un meilleur remplissage et de meilleures performances .
La famille de moteurs Rover IOE comprenait des moteurs 4 cylindres en ligne (1,6  et   2,0 litres) et des moteurs 6 cylindres en ligne (2.1, 2.2, 2.3, 2.4, 2.6 et 3,0 litres) et motorisai une grande partie de la gamme d'après guerre sous la forme des modèles P3, P4 et P5. Des versions adaptées des moteurs IOE 1.6 et 2.0 ont également été utilisées dans les premières versions du Land Rover. Les puissances de sortie variaient de 50 cv (Land Rover 1.6) à 134 cv (P5 3 litres MkII & III). Le moteur IOE 2.6 à 6 cylindres a connu une carrière particulièrement longue. Après avoir été utilisé dans les berlines Rover P4, il a été utilisé en 1963 dans les Land Rover à empattement long sur les modèles 2A Forward Control, puis en 1967 sur le modèle 109 baché . Il restera une option jusqu'en 1980, date à partir de laquelle il fut remplacé par le V8 Rover.

### Culasse Packard similaire
La forme de la chambre de combustion "hémisphérique inversée", ainsi que le joint de culasse incliné et les têtes de piston en pente, avaient déjà été utilisés dans le moteur Packard V12 de 1930 conçu par Van Ranst (en), bien que dans ce cas, les soupapes se trouvaient dans le bloc en tant que soupapes latérales et la bougie était mal placée, à l'extrémité de la chambre de combustion .

## Autres exemples d'utilisation
Motos

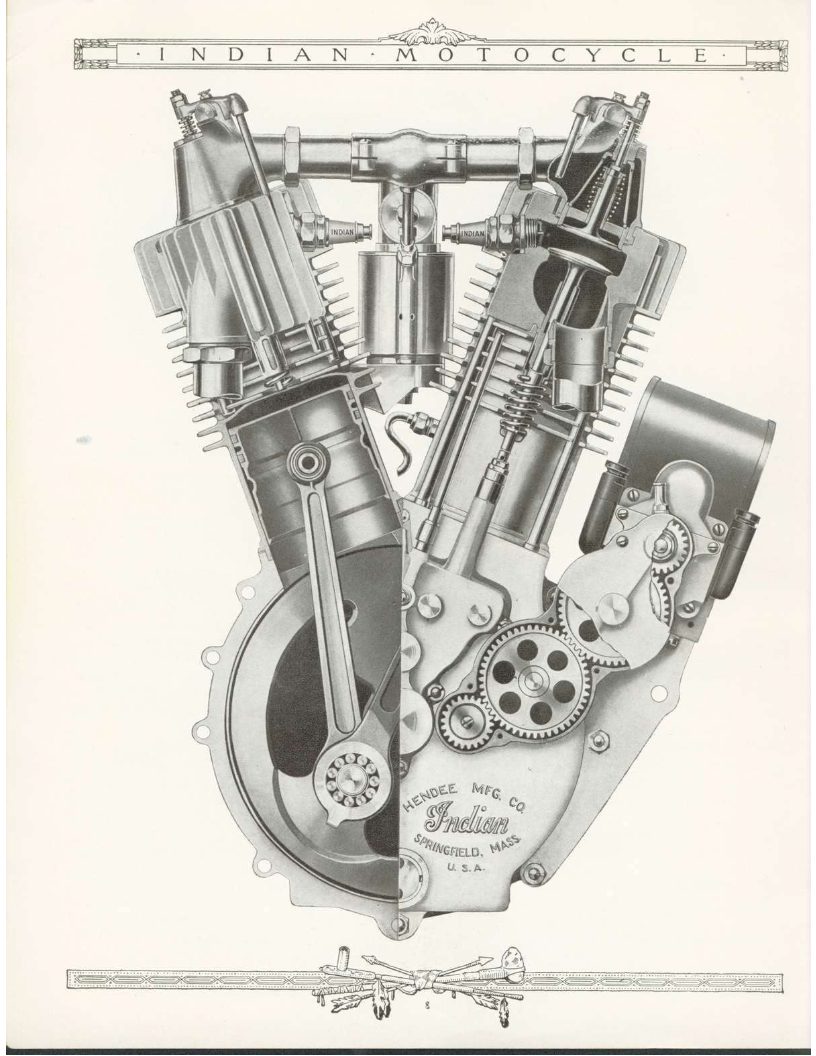
Moteur V-Twin Indian IOE (1915). Noter l'admission, assurée par un unique carburateur, en haut des cylindres et l'échappement latéral plus bas.

La disposition  IOE a été largement utilisée dans les motocyclettes américaines anciennes, principalement à partir d’un dessin français De Dion-Bouton . Harley-Davidson utilisait des moteurs IOE avec des soupapes d'admission atmosphériques jusqu'en 1912 , et avec entraînement mécanique des soupapes d'admission de 1911 à 1929 . Indian utilisa ce système sur tous ses modèles mono et bicylindres jusqu'en 1916 ainsi que sur tous ses moteurs à quatre cylindres, à l'exception de ceux construits en 1936 et 1937 ,. Parmi les autres constructeurs américains de motos ayant utilisé des moteurs IOE, on peut citer Excelsior, Henderson et Ace.
Automobiles
Hudson a utilisé un moteur quatre en ligne IOE dans sa gamme de voitures Essex de 1919 à 1923  et un six cylindres en ligne dans la gamme de voitures Hudson de 1927 à 1929 .
En Europe, à la même époque, Humber Limited de Coventry, en Angleterre, produisit une gamme complète de voitures équipées de moteurs IOE. Celles-ci furent toutefois supprimées à la fin des années 1920 au profit de modèles utilisant, conjointement avec Hillman, des moteurs à soupapes latérales moins cher.
Après la Seconde Guerre mondiale, Willys et son successeur Kaiser-Jeep (en) ont utilisé des variantes du moteur Willys Hurricane de 1950 à 1971 . Rolls-Royce a utilisé un moteur six cylindres en lignes IOE initialement conçu juste avant la Seconde Guerre mondiale dans sa Silver Wraith d'après-guerre. À partir de ce moteur, Rolls-Royce en dériva les moteurs de la série B pour véhicules de combat de l'armée britannique, en versions quatre, six et huit cylindres (B40, B60 et B80) pour les véhicules militaires, les appareils anti-incendie et même les bus. Le B40 fut également utilisé dans l'Austin Champ de Morris Motors. Un développement plus avancé pour voitures particulières à course plus courte, le moteur FB60, un moteur IOE à six cylindres en ligne de 3 909 cm3 et produisant 175 cv, fut utilisé par BMC dans la berline Vanden Plas Princess de 4 litres.

## Exhaust over intake (EOI)

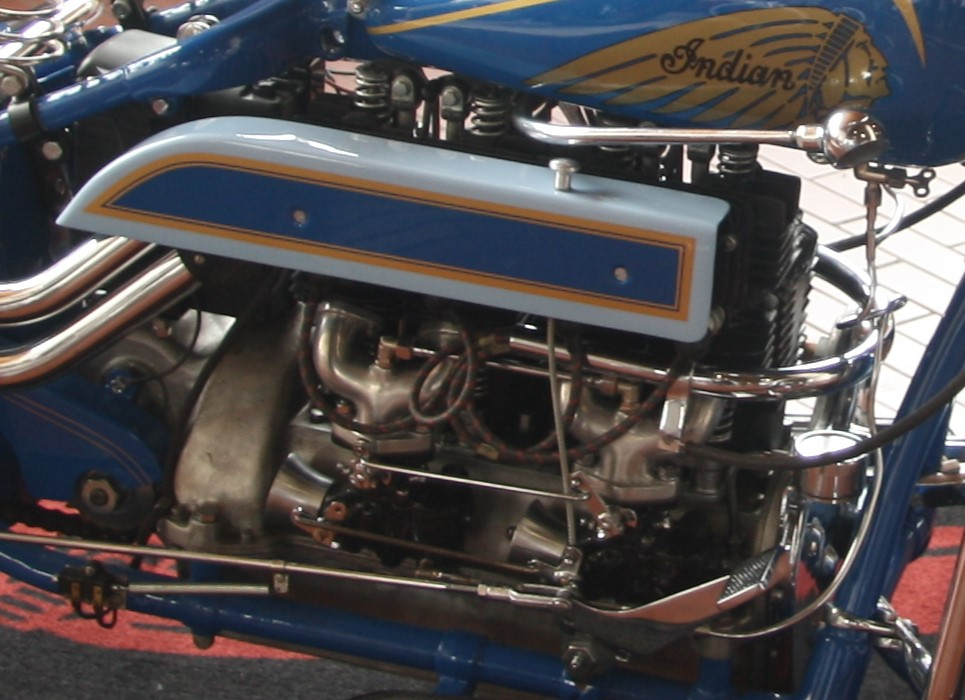
Indian Four "upside down" (1936). Noter l'admission assurée par deux carburateurs en bas du moteur. L'échappement est en haut.

Certains moteurs ont été conçus avec la configuration inverse, avec la soupape d'échappement dans la culasse et la soupape d'admission dans le bloc. La Skootamota d'ABC a commencé à être produite avec un moteur de cette configuration ,, mais qui fut remplacé pour un moteur à soupapes en tête avant la fin de sa production.
En 1936 et 1937, les positions des soupapes furent inversées sur l'Indian Four, avec la soupape d'échappement dans la tête et celle d'admission dans le bloc. En théorie, cela devait améliorer la vaporisation du carburant et rendre le moteur plus puissant. Cependant le nouveau système rendait la culasse très chaude. De plus la liaison de la soupape d’échappement nécessitait de fréquents ajustements. La conception fut rétablie dans la configuration d'origine IOE en 1938.